# II Pegasi
II Pegasi (II Peg / HD 224085 / HIP 117915) és un estel variable en la constel·lació de Pegàs. La seva magnitud aparent mitjana és +7,37 i es troba a 138 anys llum del Sistema Solar.
II Pegasi és un estel binari proper —la distància entre les components és de 0,032 UA— amb un període orbital de 6,724 dies. L'estel principal, II Pegasi A, és un subgegant taronja amb una massa de 0,90 masses solars, mentre que II Pegasi B té una massa de 0,38 masses solars. A causa de la forta atracció gravitatòria, ambdós estels rotan ràpidament, unes quatre vegades més de pressa que el Sol. La seva velocitat a través de l'espai suggereix que és un vell estel de disc.
Se sap que II Pegasi és un estel fulgurant en raigs X des de mitjan dècada de 1970. De fet, entre els estels que estan a menys de 50 pársecs del Sistema Solar, és la més brillant en raigs X; la seva lluminositat —en aquesta regió de l'espectre— arriba als 175,75 × 1022 W. A més, és brillant i activa com radiofont i a la regió ultraviolada. Catalogada com a variable RS Canum Venaticorum, la seva lluentor fluctua entre magnitud +7,18 i +7,78 en un període de 6,703 dies.
En 2005 l'observatori espacial Swift va observar una enorme erupció, 100 milions de vegades més intensa que una flamarada normal del Sol, en II Pegasi A. Aquest centelleig és potser l'explosió estel·lar magnètica de major energia que s'ha detectat mai, amb una intensitat comparable al d'una nova. Es pensa que la ràpida rotació dels estels condueix a la formació d'aquestes enormes erupcions.
Una erupció així en el nostre Sol provocaria una extinció massiva a la Terra.